# 광주 전라남도청 구 본관
광주 전라남도청 구 본관(光州 全羅南道廳 舊 本館)은 광주광역시 동구 광산동에 있는 대한민국의 국가등록문화재로, 1930년 12월 5일에 완공되었으며 지방출신 건축가 김순하에 의해 설계되었다. 2002년 5월 31일 등록문화재(근대문화유산) 제16호로 지정되었다.

## 개요
5·18 광주 민주화 운동의 마지막이었던 광주 재진입 작전으로 인한 최후의 전투가 벌어진곳이기도 하다.
전라남도청은 2005년에 전라남도 무안군 삼향읍 남악리로 이전했다. 그리고 구 전라남도청 본관은 등록문화제 제16호로 지정되어 현재까지 보존되고 있다.

## 건축 방식
전남도청 본관 건물이 준공된 것은 일제강점기였던 1930년이었다. 일제강점기에 발간된“조선과 건축”이라는 건축 잡지(1931년 2월호)에 실린 기사를 보면 건립 당시 전남도청 건물은 벽돌조 2층 건물로 바닥과 계단 등에 철근콘크리트를 사용하였고 외장은 붉은 벽돌과 화강석, 인조석 등으로 마감된 것으로 기록되어 있다. 준공 당시 건축면적은 126.5평이었고 연면적은 262평이었다. 공사기간은 대략 5개월 정도가 소요되었는데 1930년 6월 23일에 기공하였고 같은 해 12월 5일에 준공식을 거행하였다. 공사비는 당시 돈으로 3만 3천원이 소요되어 평당 공사비는 120원 정도였다. 건물의 시공은 일본 건설 회사였던 대창토목주식회사(大倉土木株式會社)에서 담당하였다.
전남도청 본관 건물은 현재 서울시립미술관으로 사용되고 있는 경성재판소(1928년)나 충청남도청 본관(1932년)과 같은 동시기에 지어졌던 관공서 건물과 유사한 형식을 띠고 있다. 건물 정면 중앙의 출입구는 기하학적인 요철을 둔 사각 기둥의 캐노피로 처리하였고, 건물의 중앙 부분을 좌우측 보다 높게 하고 좌우 대칭으로 설계하여 중심성을 강조하였다. 또한 건물의 좌우측 부분이 단순한 수직창으로 처리된 것과는 달리 현관 위쪽에는 3개의 아치창을 장식적으로 처리하여 좌우측의 날개 부분과 구별되는 위계성을 표현하고 있다. 이러한 설계 수법은 건물에 권위와 위엄을 표현하기 위한 관공서 건물의 전형적인 수법들이었다.

## 중축 기록
전남도청 본관 건물이 처음 지어졌을 당시에는 2층의 높이에 붉은 벽돌의 외관과 화강석 및 인조석의 장식이 대조를 이루는 건물이었을 것이다. 그러나 해방직후 이 건물은 백색 도료로 도색되어 준공 당시의 모습을 잃어버렸다. 그리고 1975년 3층으로 증축되었고 신축건물과 연결되면서 확장되었다. 증축된 3층 부분은 건축가 김태만이 설계한 것으로 1, 2층에 비해 단순화되기는 하였으나 초기 설계와 유사한 형식이 사용되었다.

## 전남도청 본관 건축가에 대한 정보
전남도청 본관은 전라남도 회계과 영선계에서 설계하였고, 당시 이 건물의 설계를 담당했던 사람은 김순하(金舜河, 1901∼1966)라는 한국인 건축가였다. 김순하는 일제강점기 한국 내에서 최고의 공업 교육기관이었던 3년제 경성고등공업학교 건축과를 1925년에 졸업하고 1933년 조선총독부로 자리를 옮길 때까지 전라남도에서 근무하였다. 전라남도에서 근무하는 동안 김순하는 전남도청 본관 건물 뿐만 아니라 현재 광주시 유형문화재 제6호로 지정되어 있는 전남도청 회의실을 설계한 대표적인 한국인 건축가였다.

## 별관 철거 논란
전남도청 별관은 5·18 광주 민주화 운동 당시 계엄군에 맞선 시민군이 최후 항전을 벌였던 곳으로,최근 대한민국 문화체육관광부가 국립아시아문화전당을 짓기 위해 도청의 양쪽을 철거한다고 밝혔다. 5.18 관련 단체들은 공동대책위를 만들고 옛 전남도청 철거에 저지 천막농성을 벌이기도 했다.